# Egerszegi Sándor
Egerszegi Sándor (Patalom, 1920. december 13. – Budapest, 1974. december 29.) Kossuth-díjas (1956) magyar agrármérnök, agrokémikus, mezőgazdasági mérnök; a mezőgazdasági tudományok kandidátusa (1963). A Magyar Tudományos Akadémia Talajtani Bizottsága tagja. A Magyar Meteorológiai Társaság választmányi tagja, Agrometeorológiai Szakosztályának titkára. A Magyar Agrártudományi Egyesület (MAE) Talajtani Társasága vezetőségi tagja.

## Életpályája
1940-ben Pécsen tanítói oklevelet szerzett. 1942-ig Kecskeméten oktatott. 1942-ben a gyomai mezőgazdasági népiskolában gazdasági szaktanítói képesítést kapott. 1942–1944 között katonának állt. 1945-ben a csurgói mezőgazdasági középiskolában érettségizett. 1948-ban az Agrártudományi Egyetem keszthelyi osztályán agrármérnöki oklevelet szerzett. 1949–1957 között az Agrokémiai Intézet, illetve a Magyar Tudományos Akadémia Talajtani és Agrokémiai Kutató Intézet tudományos munkatársa volt. 1957–1974 között a Homokkutatási és Homokjavítási Osztály vezetőjeként dolgozott. 1959-ben doktorált a Kertészeti és Szőlészeti Főiskolán.

### Munkássága
Kutatási területe a homoktalajok vizsgálata volt. Kidolgozta a homoktalajok termőképességének fokozását szolgáló új módszerét, az Egerszegi-féle homokjavítást. 70 szakcikkben és közleményben írt a homoktalajok hasznosításának lehetőségeiről és az elérhető termésátlagokról. Fontos szakmai tevékenységet fejtett ki szakbizottságok vezetőségében.

## Családja
Nagybátyja, Egerszegi Sándor (1886–1961) politikus, országgyűlési képviselő volt. Szülei: Egerszegi Dénes földműves és Török Erzsébet volt. Felesége, Dankanics Erzsébet volt. Gyermekei: Erzsébet (1951-) és Sándor (1953-).
Sírja a Farkasréti temetőben található (6/1-1-61).

## Művei
- Mezővédő erdősáv talajvédelmi szerepe a vízerózió leküzdésében. – A szélerózió – defláció – leküzdése erdősávrendszerrel (Az időjárás, 1951)
- Homokterületeink termőképességének megjavítása aljtrágyázással (Agrokémia és Talajtan, 1952)
- Az aljtrágyázás rendszerének agrometeorológiai vonatkozásai (Az időjárás, 1953)
- Új homokjavítási rendszer – aljtrágyázás (MTA Agrártudományok Osztálya Közleményei, 1953)
- Homokterületeink termőképességének megjavítása „aljtrágyázással.” (Agrokémia és Talajtan, 1953; angolul is)
- A hazai komplex talajvédelem kérdései. Orosz és német nyelvű összefoglalóval (A Kertészeti és Szőlészeti Főiskola Évkönyve, 1954 és külön: Budapest, 1956)
- Homokterületek megjavítása aljtrágyázással (Magyar Mezőgazdaság, 1954)
- A homok termővé tétele (Természet és Társadalom, 1954)
- A réteges homokjavítás (Agrártudomány, 1956 és Kertészet és Szőlészet, 1956)
- Az aljtrágyázás (Kreybig Lajos: Az agrotechnika tényezői és irányelvei. Budapest, 1956)
- Gyökerek talajba hatolási sebességének vizsgálata P-32-vel aljtrágyázott homokon (Láng Istvánnal, T. Vágó Évával, Agrokémia és Talajtan, 1957)
- A homok javítása és hasznosítása (Magyar Mezőgazdaság, 1957)
- A laza homoktalaj tartós megjavítása (Budapest, 1957)
- A réteges homokjavítás (Agrártudomány, 1958)
- Tartamkísérletek a réteges homokjavítás továbbfejlesztésére. – A szervestrágya biológiai bomlásának csökkentése. – Újabb szempontok a homok földművelési rendszerének kidolgozásához (MTA TAKI Homokkutatási Osztály Éves Jelentései, 1959)
- Szervestrágya gazdaságos és tartós kihasználása a homoktalajban (MTA Agrártudományok Osztálya Közleményei, 1959; angolul: 1960)
- A homoktalajok termőhelyének mélyítése (Magyar Mezőgazdaság, 1960)
- A homoktalajok mély termőterének kialakítása (kandidátusi értekezés, Budapest, 1960)
- A talaj mélyművelése. – A homoktalaj tartós megjavítása elméletének és alkalmazásának főbb szempontjai (MTA Agrártudományok Osztálya Közleményei, 1962)
- A homoktalajok agrotechnikájának és javításának módjai (MTA Agrártudományok Osztálya Közleményei, 1964)
- Növénytermesztés homokon (társszerzőkkel, Budapest, 1966)

## Díjai
- Steiner Lajos-emlékérem (1953)
- Munka Érdemrend (1954)
- Kossuth-díj (1956)